# Atractodes xanthoneurus
Atractodes xanthoneurus là một loài tò vò trong họ Ichneumonidae.